# سلسلة الأوراق النقدية الكندية لعام 1935

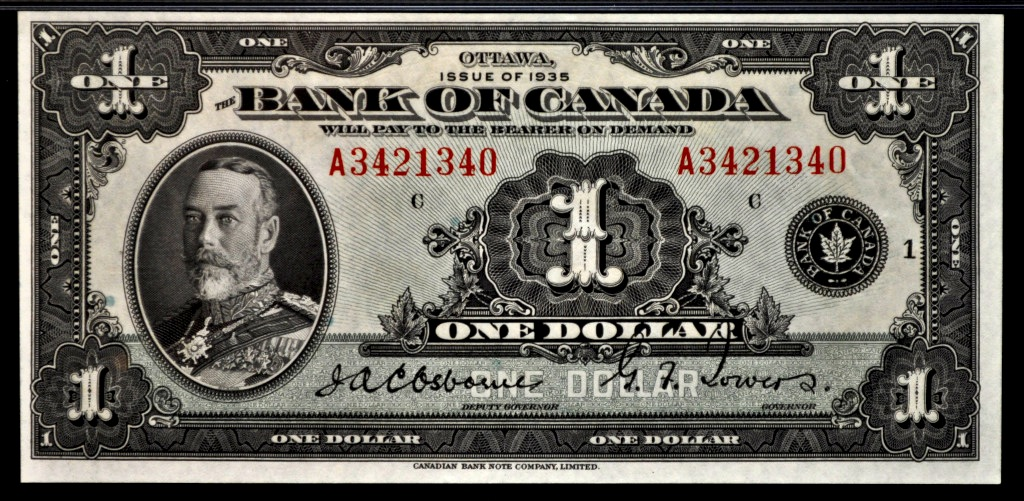
الورقة النقدية بقيمة دولار واحد من سلسلة 1935 تحتوي على صورة جورج الخامس.

سلسلة الأوراق النقدية الكندية لعام 1935 هي أول سلسلة من الأوراق النقدية بالدولار الكندي أصدرها بنك كندا. حصل تداولها لأول مرة في 11 مارس 1935، وهو نفس اليوم الذي بدأ فيه بنك كندا عمله رسميًا. طُبعت مجموعتين من الأوراق النقدية لكل فئة، واحدة باللغة الفرنسية لكيبيك، وواحدة باللغة الإنجليزية لبقية كندا. هذه هي السلسلة الوحيدة التي أصدرها بنك كندا بأوراق نقدية أحادية اللغة. وتبعت هذه السلسلة سلسلة الأوراق النقدية الكندية لعام 1937.
صدر بنك كندا بيانًا صحفيًا في فبراير 1935 يعلن فيه تفاصيل الأوراق النقدية "لمنع أي ارتباك محتمل" بين الجمهور وكإجراء وقائي ضد التزوير. أدى قانون بنك كندا الذي أنشأ بنك كندا أيضًا إلى إلغاء قانون المالية وقانون دومينيون نوت. مع طرح سلسلة 1935 للتداول، سُحبت الأوراق النقدية الخاصة بدوميون كندا من التداول بواسطة بنك كندا من عام 1935 إلى عام 1950، والذي حل أيضًا محل وزارة المالية باعتبارها المصدر الحصري للأوراق النقدية في البلاد.

## الأوراق النقدية
كانت حكومة كندا تنوي إصدار الأوراق النقدية في نفس يوم الافتتاح الرسمي لبنك كندا. تطلب الأمر شهورًا من العمل والتحضير لتصميم سلسلة الأوراق النقدية والموافقة عليها وإنتاجها. أُنشئت تصميمات الأوراق النقدية من قبل شركة Canadian Bank Note Company (CBN) وشركة British American Bank Note Company (BABN، المعروفة الآن باسم BA International)، وكلاهما صمم وطبع الأوراق النقدية السابقة لدومينيون كندا.
بدأت جميع الأوراق النقدية من فئة 25 دولارًا، باستثناء الأوراق النقدية التذكارية، في التداول في 11 مارس 1935، وهو نفس اليوم الذي بدأ فيه بنك كندا عمله رسميًا. احتوت جميع الأوراق النقدية على عبارة "أوتاوا، إصدار عام 1935" في منتصف الجزء العلوي من الوجه، باستثناء ورقة العشرين دولارًا، حيث ظهرت الكلمات أسفل الرقم التسلسلي. هذه هي السلسلة الوحيدة لبنك كندا التي تتضمن أوراق نقدية بقيمة 25 دولارًا و500 دولارًا، والسلسلة الوحيدة التي تتضمن الختم الرسمي لبنك كندا. كانت الورقة النقدية بقيمة 500 دولار "مُستمرة من أوراق بنك دومينيون كندا"، وهي سلسلة الأوراق النقدية الوحيدة لبنك كندا التي تتضمن هذه الفئة.
باستثناء اللغة التي طُبعت بها، كانت الأوراق النقدية الإنجليزية والفرنسية متماثلة. في مايو 1935، كتب نائب محافظ بنك كندا جون أوزبورن رسالة إلى زميل له في إنجلترا ذكر فيها أن "السكان الناطقين باللغة الإنجليزية يميلون إلى تشويه الأوراق النقدية الفرنسية، ويشكو السكان الفرنسيون من عدم قدرتهم على الحصول على ما يكفي من أوراقهم النقدية".
يبلغ قياس جميع الأوراق النقدية في السلسلة 152.4 by 73.025 مليمتر (6.000 by 2.875 بوصة)، أقصر وأعرض قليلاً من أوراق الاحتياطي الفيدرالي الصادرة في أعوام 1914 و1918 و 1928 و1934 والتي كانت متداولة في الولايات المتحدة في ذلك الوقت، ووصفتها صحيفة أوتاوا إيفنينج سيتيزن بأنها "جديدة على كندا". لقد طُبعت على مادة مكونة من 75% كتان و25% قطن صُنعت بواسطة مصانع ورق هوارد سميث (دومتار الآن).
| الفئة      | صورة الوجه (إنجليزي)                                                 | صورة الوجه (فرنسي)                                                                       | صورة الظهر (إنجليزي)                                                 | صورة الظهر (فرنسي)                                                  | اللون                       | الوجه                          | الظهر                     | مطبوع                       | تاريخ الإصدار |
| ---------- | -------------------------------------------------------------------- | ---------------------------------------------------------------------------------------- | -------------------------------------------------------------------- | ------------------------------------------------------------------- | --------------------------- | ------------------------------ | ------------------------- | --------------------------- | ------------- |
| دولار واحد | 150 بكسل                                                             | 150 بكسل                                                                                 | 150 بكسل                                                             | ١٥٠ بكسل                                                            | قالب:مربع ألوان أخضر        | جورج الخامس                    | رمزية زراعية              | ١٩٣٥                        | ١١ مارس ١٩٣٥  |
| ٢ دولار    | ١٥٠ بكسل                                                             | ١٥٠ بكسل                                                                                 | ١٥٠ بكسل                                                             | 150 بكسل                                                            | قالب:مربع ألوان أزرق        | الملكة ماري                    | رمزية النقل               | 1935                        | 11 مارس 1935  |
| 5 دولارات  | 150 بكسل                                                             | 150 بكسل                                                                                 | 150 بكسل                                                             | ملف:Reverse of 5 $banknote, Canada 1935 Series, French version.jpg  | برتقالي                     | إدوارد، أمير ويلز              | استعارة الطاقة الكهربائية | 1935                        | 11 مارس 1935  |
| 10 دولارات | ملف:Obverse of 10 $banknote, Canada 1935 Series, English version.jpg | ملف:Obverse of 10 $banknote, Canada 1935 Series, French version.jpg                      | ملف:Reverse of 10 $banknote, Canada 1935 Series, English version.jpg | ملف:Reverse of 10 $banknote, Canada 1935 Series, French version.jpg | بنفسجي غامق                 | الأميرة ماري                   | قصة الحصاد                | 1935                        | 11 مارس 1935  |
| 20 دولارًا  | ملف:Obverse of 20 $banknote, Canada 1935 Series, English version.jpg | 150 بكسل                                                                                 | 150 بكسل                                                             | 150 بكسل                                                            | قالب:مربع ألوان روز         | الأميرة إليزابيث               | اختبار رمزية الحبوب       | ١٩٣٥                        | ١١ مارس ١٩٣٥  |
| ٢٥ دولارًا  | ١٥٠ بكسل                                                             | ١٥٠ بكسل                                                                                 | ١٥٠ بكسل                                                             | ١٥٠ بكسل                                                            | قالب:مربع ألوان بنفسجي ملكي | الملك جورج الخامس والملكة ماري | قلعة وندسور               | ١٩٣٥                        | ٦ مايو ١٩٣٥   |
| ٥٠ دولارًا  | 150 بكسل                                                             | 150 بكسل                                                                                 | 150 بكسل                                                             | 150 بكسل                                                            | قالب:مربع ألوان بني محمر    | الأمير ألبرت، دوق يورك         | رمزية الاختراعات الحديثة  | 1935                        | 11 مارس 1935  |
| ١٠٠ دولار  | ١٥٠ بكسل                                                             | ١٥٠ بكسل                                                                                 | ١٥٠ بكسل                                                             | ١٥٠ بكسل                                                            | ١٥٠ بكسل                    | قالب:مربع ألوان بني غامق       | الأمير هنري، دوق غلوستر   | استعارة من التجارة والصناعة | ١١ مارس ١٩٣٥  |
| ٥٠٠ دولار  | ١٥٠ بكسل                                                             | ١٥٠ بكسل                                                                                 | ١٥٠ بكسل                                                             | ١٥٠ بكسل                                                            | قالب:مربع ألوان بني داكن    | جون أ. ماكدونالد               | رمز الخصوبة               | ١٩٣٥                        | ١١ مارس ١٩٣٥  |
| ١٠٠٠ دولار | ١٥٠ بكسل                                                             | [[ملف: وجه ورقة نقدية من فئة ١٠٠٠ دولار، سلسلة كندا ١٩٣٥ النسخة الفرنسية.jpg\|١٥٠ بكسل]] | ١٥٠ بكسل                                                             | ١٥٠ بكسل                                                            | قالب:مربع ألوان زيتوني      | ويلفريد لورييه                 | رمز أمني                  | ١٩٣٥                        | ١١ مارس ١٩٣٥  |

طُبعت الأوراق النقدية بتنوع أكبر في اللون مقارنة بالأوراق النقدية الصادرة عن دومينيون كندا والتي صُدرت سابقًا. كانت هذه الألوان خضراء للورقة النقدية بقيمة 1 دولار، زرقاء للورقة النقدية بقيمة 2 دولار، برتقالية للورقة النقدية بقيمة 5 دولارات، أرجوانية داكنة للورقة النقدية بقيمة 10 دولارات، وردية للورقة النقدية بقيمة 20 دولارًا، بنية محمرة للورقة النقدية بقيمة 50 دولارًا، بنية داكنة للورقة النقدية بقيمة 100 دولار، بنية داكنة للورقة النقدية بقيمة 500 دولار، وزيتونية للورقة النقدية بقيمة 1000 دولار. في أبريل 1935، ذكرت مقالة في صحيفة The St. Maurice Valley Chronicle of Trois-Rivières أن مظهر وجهي الأوراق النقدية من فئة 1 دولار و2 دولار كان متشابهًا للغاية، وخاصة اللون الأخضر للورقة النقدية من فئة 1 دولار واللون الأزرق للورقة النقدية من فئة 2 دولار. وذكرت أن ألوان الوجه الخلفي كانت أكثر وضوحًا، ولكن يمكن "خلطها في الضوء الاصطناعي". وذكرت المقالة نفسها أن التشابه بين النسختين الإنجليزية والفرنسية للأوراق النقدية كان سمة إيجابية. بالنسبة لسلسلة الأوراق النقدية لعام 1937، قام بنك كندا بتغيير لون الورقة النقدية بقيمة 2 دولار إلى اللون الأحمر الطيني لمعالجة هذه المشكلة.
كان تصميم الأوراق النقدية مشابهًا للنمط الباروكي الرسمي للأوراق النقدية السابقة لدولة كندا، مع وجود اختلافات كبيرة بين الفئات في السلسلة. الأرقام المركزية على وجه كل فئة لها تصميم خلفية مميز، كل منها مع صورة على اليسار. تختلف أيضًا أرقام الزوايا والزخارف لكل فئة من الأوراق النقدية.

### صور شخصية
كانت الصور الملكية المستخدمة في النقوش مستندة إلى صور قديمة لكل فرد من أفراد العائلة المالكة، الذين قيل إنهم "يبدون أصغر من أعمارهم على الأوراق النقدية الجديدة". صور جورج الخامس على ورقة نقدية بقيمة دولار واحد. حصلت الموافقة على الصورة والتصميم من قبل إدغار نيلسون رودس في 10 مايو 1934.
ظهرت الملكة ماري على ورقة نقدية بقيمة 2 دولار، واستندت صورتها إلى صورة فوتوغرافية التقطها هاي رايتون ونقشها ويل فورد من شركة أمريكان بانك نوت (ABN) والنقاش الرئيسي هاري ب. داوسون من شركة BABN. كانت صورة إدوارد، أمير ويلز، وهو يرتدي زي العقيد على ورقة نقدية بقيمة 5 دولارات، مستندة إلى صورة التقطتها وزارة الشؤون الخارجية البريطانية فاندايك ونقشها داوسون. على ورقة نقدية بقيمة 10 دولارات كانت هناك صورة للأميرة ماري مستوحاة من صورة التقطها المصور الرسمي للعائلة المالكة البريطانية ريتشارد سبايت ونقشها داوسون.
تظهر الأميرة إليزابيث وهي في الثامنة من عمرها على ورقة نقدية بقيمة 20 دولارًا، وهي صورة مستوحاة من صورة التقطها ماركوس آدامز عام 1934، وقد نُقشت بواسطة النقاش الرئيسي إدوين جان من ABN. كانت صورة الأمير ألبرت، دوق يورك، وهو يرتدي زي أميرال على ورقة نقدية بقيمة 50 دولارًا، مستندة إلى صورة التقطها بيرترام بارك، والتي قام روبرت سافاج من ABN بنقشها. وقد أُستخدم لاحقًا على ستة من الأوراق النقدية من سلسلة عام 1937. تتضمن الورقة النقدية بقيمة 100 دولار صورة للأمير هنري، دوق غلوستر، وهو يرتدي زي قائد فوج الفرسان الملكي العاشر استنادًا إلى صورة فوتوغرافية التقطها فاندايك والتي قام فورد بنقشها.
توجد صورة جون أ. ماكدونالد وهو يرتدي معطفًا بياقة من الفرو ونقشها فورد على ورقة نقدية بقيمة 500 دولار (واستخدمت أيضًا على ورقة نقدية بقيمة 100 دولار من سلسلة الأوراق النقدية لعام 1937)، كما توجد صورة نقش جان لويلفريد لورييه وهو يرتدي معطف الأمير ألبرت على ورقة نقدية بقيمة 1000 دولار.

### الاستعارات
كان لكل طائفة وجه عكسي يصور شخصية رمزية، وكان إطارها مختلفًا لكل طائفة. صورت الزراعة على ورقة نقدية بقيمة دولار واحد استنادًا إلى لوحة رسمها ألونسو فورينجر من ABN، استنادًا إلى نقش صنعه ويل جونج. كانت هناك قصة رمزية للنقل تظهر شخصية عطارد الأسطورية الرومانية التي أنشأها فنانو BABNC على ورقة نقدية بقيمة 2 دولار، كما نقش داوسون توليد الطاقة الكهربائية على ورقة نقدية بقيمة 5 دولارات، ونقش داوسون الحصاد على ورقة نقدية بقيمة 10 دولارات. الورقة النقدية بقيمة 20 دولارًا، والتي استندت أيضًا إلى لوحة رسمها ألونسو فورينجر من بنك ABN، تُظهر شخصيتين رمزيتين تمثلان العمل الشاق. توجد مجازة للاختراعات الحديثة على ورقة نقدية بقيمة 50 دولارًا، والتجارة والصناعة على ورقة نقدية بقيمة 100 دولار. كانت قصة الخصوبة المكتوبة على ورقة نقدية بقيمة 500 دولار مستوحاة من لوحة أخرى لفورينجر. أُستخدم الشكل الرمزي للأمن الموجود على ورقة نقدية بقيمة 1000 دولار سابقًا في إصدار عام 1917 من السندات الروسية.

### ورقة نقدية تذكارية بقيمة 25 دولارًا
في 6 مايو 1935، أصدر بنك كندا ورقة نقدية بقيمة 25 دولارًا للاحتفال باليوبيل الفضي لاعتلاء جورج الخامس العرش. كانت ورقة نقدية ملكية أرجوانية اللون تحمل صور الملك جورج الخامس والملكة ماري على الوجه الأمامي، نقشها فورد وجون، ومشهد يصور قلعة وندسور على الوجه الخلفي نقشه لويس ديلموس من ABN. كانت هذه أول ورقة نقدية تذكارية يصدرها بنك كندا.

## الطباعة
وقعت جميع المطبوعات لكل فئة من سلسلة الأوراق النقدية من قبل جراهام تاورز، محافظ بنك كندا، وجاك أوزبورن، نائب المحافظ.
لم تُستخدم الأرقام التسلسلية لأوراق النقد الصادرة في عام 1935. الأرقام الحمراء الموجودة على الأوراق النقدية تتكون من حرف واحد في السلسلة، متبوعًا برقم ورقة مكون من سبعة أرقام. استخدمت الأوراق النقدية الإنجليزية حرف البادئة A في السلسلة، واستخدمت الأوراق النقدية الفرنسية حرف البادئة F في السلسلة. بالنسبة للأوراق النقدية الإنجليزية بقيمة 1 دولار فقط، بمجرد استخدام جميع أرقام الأوراق ذات الحرف البادئ A، بدأت في سلسلة ثانية باستخدام حرف البادئة B.
طُبعت أربع أوراق نقدية على ورقة واحدة، وخُتمت كل ورقة نقدية من الأوراق النقدية الأربع الموجودة على الورقة بنفس رقم الورقة الحمراء. أسفل أرقام الورقة يوجد حرف "تحقق" أسود واحد (A، B، C، أو D)، يشير إلى موضع المذكرة على الورقة.
قامت شركة Canadian Bank Note Company بطباعة الأوراق النقدية بقيمة 1 دولار، و20 دولارًا، و50 دولارًا، و100 دولارًا، و500 دولارًا، و1000 دولار، بالإضافة إلى الأوراق النقدية التذكارية بقيمة 25 دولارًا.  قامت شركة الأوراق النقدية البريطانية الأمريكية بطباعة الأوراق النقدية بقيمة 2 دولار و5 دولارات و10 دولارات.

## جمع
اعتبارًا من عام 2009، مقابل ورقة نقدية مصنفة على أنها "جيدة جدًا"، يمكن لهواة الجمع أن يتوقعوا دفع حوالي US$1٬600 مقابل ورقة نقدية تذكارية بقيمة 25 دولارًا، US$1٬150 مقابل ورقة نقدية بقيمة 50 دولارًا، US$750 أمريكيًا مقابل ورقة نقدية بقيمة 20 دولارًا، US$150 مقابل ورقة نقدية بقيمة 10 دولارات، و US$50 مقابل ورقة نقدية بقيمة دولار واحد.
طُبعت عدد أقل من ملاحظات هذه السلسلة باللغة الفرنسية مقارنة باللغة الإنجليزية. على سبيل المثال، طُبع ما يقرب من مليون ورقة نقدية بقيمة 20 دولارًا باللغة الإنجليزية، مقارنة بما يقرب من 200 ألف ورقة نقدية فرنسية.

## ملحوظات
1. 1 2 3 4 5  The Ottawa Evening Citizen 1935، صفحة 1.
2. ↑  Milwaukee Journal 1937، صفحة 7.
3. 1 2 3 4  Powell 2005، صفحة 29، Establishment of a central bank.
4. ↑  Pomfret 2013، صفحة 177.
5. ↑  Gough 2010، صفحة 83.
6. 1 2 3 4  Bank of Canada.
7. 1 2  The Art and Design of Canadian Bank Notes 2006، صفحة 21.
8. ↑  The Art and Design of Canadian Bank Notes 2006.
9. 1 2 3 4  The Art and Design of Canadian Bank Notes 2006، صفحة 31.
10. 1 2 3 4 5 6  The Art and Design of Canadian Bank Notes 2006، صفحة 22.
11. ↑  The Art and Design of Canadian Bank Notes 2006، صفحة 23.
12. ↑  بنك كندا: ورقة نقدية بقيمة دولار واحد.
13. ↑  بنك كندا: ورقة نقدية بقيمة دولارين.
14. ↑  بنك كندا: ورقة نقدية بقيمة 5 دولارات.
15. ↑  بنك كندا: ورقة نقدية من فئة 10 دولارات.
16. ↑  بنك كندا: ورقة نقدية من فئة 20 دولارًا.
17. ↑  بنك كندا: ورقة نقدية بقيمة ٢٥ دولارًا.
18. ↑  بنك كندا: ورقة نقدية بقيمة ٥٠ دولارًا.
19. ↑  بنك كندا: ورقة نقدية من فئة ١٠٠ دولار.
20. ↑  بنك كندا: ورقة نقدية من فئة ٥٠٠ دولار.
21. ↑  بنك كندا: ورقة نقدية من فئة ١٠٠٠ دولار.
22. 1 2 3 4  Bank of Canada: $1 note.
23. 1 2 3  Bank of Canada: $2 note.
24. 1 2 3  Bank of Canada: $5 note.
25. 1 2 3  Bank of Canada: $10 note.
26. 1 2 3  Bank of Canada: $20 note.
27. 1 2 3  Bank of Canada: $50 note.
28. 1 2 3  Bank of Canada: $100 note.
29. ↑  Bank of Canada: $500 note.
30. 1 2  Bank of Canada: $1000 note.
31. 1 2 3 4  The St. Maurice Valley Chronicle 1935، صفحة 2.
32. ↑  The Art and Design of Canadian Bank Notes 2006، صفحة 38.
33. ↑  The Art and Design of Canadian Bank Notes 2006، صفحة 25.
34. 1 2 3 4 5  The Art and Design of Canadian Bank Notes 2006، صفحة 32.
35. 1 2 3  The Art and Design of Canadian Bank Notes 2006، صفحة 33.
36. 1 2 3  The Art and Design of Canadian Bank Notes 2006، صفحة 35.
37. ↑  The Art and Design of Canadian Bank Notes 2006، صفحة 34.
38. 1 2  The Art and Design of Canadian Bank Notes 2006، صفحة 26.
39. ↑  The Art and Design of Canadian Bank Notes 2006، صفحة 28.
40. 1 2  Bank of Canada: $25 note.
41. ↑  Powell 2005، صفحة 44، The Depression Years and the Creation of the Bank of Canada (1930—1939).
42. ↑  Currency Museum: $1.
43. ↑  Currency Museum: $20.
44. ↑  Currency Museum: $50.
45. ↑  Currency Museum: $100.
46. ↑  Currency Museum: $500.
47. ↑  Currency Museum: $1000.
48. ↑  Currency Museum: $25.
49. ↑  Cuhaj 2010، صفحة 188–189.
50. ↑  Currency Museum: $2.
51. ↑  Currency Museum: $5.
52. ↑  Currency Museum: $10.
53. ↑  Sieber 2009، صفحة 1957.